# Communauté d'agglomération du Bassin de Thau
La Communauté d'agglomération du Bassin de Thau és una comunitat francesa de municipis situada dins la zona de l'Hérault.

## Història
La Communauté d'agglomération du Bassin de Thau, més coneguda pel nom de "Thau Agglomération" (Aglomeració de Thau), va ser fundada l'any 2003. Des del 18 d'abril del 2008, la Thau Agglomération és presidida per Pierre Bouldoire, batlle de Frontinhan, elegit per 38 vots de 39 en el consell comunitari, indret on es va fer la votació.

## Composició
La Thau Agglomération reagrupa els 8 nuclis següents:
| Ciutat/Comunitat     | Superfície (km 2) | Habitants (any 2005) | Nombre d'Elegits |
| -------------------- | ----------------- | -------------------- | ---------------- |
| Los Banhs de Balaruc | 8,66              | 5.745                | 4                |
| Balaruc Vièlh        | 5,92              | 1.813                | 3                |
| Bosiga               | 21,36             | 4.160                | 15               |
| Frontinhan           | 31,72             | 22.144               | 7                |
| Gijan                | 16,56             | 4.579                | 3                |
| Lopian (Erau)        | 44,75             | 9.518                | 7                |
| Marcilhan            | 51,71             | 7.734                | 4                |
| Mesa (Llenguadoc)    | 60,75             | 12.827               | 15               |
| Miravau              | 11,05             | 3.049                | 3                |
| Poçan                | 27,44             | 5.120                | 21               |
| Seta                 | 24,21             | 43.400               | 12               |
| Vic-la-Gardiole      | 18,49             | 2.483                | 3                |
| Vilamanda            | 36,60             | 3.222                | 12               |
| Total                | 168,32            | 87.128               | 39               |

## Consell de la Comunitat
Està compost per 8 batlles i de 31 consellers comunitaris.

## Competències de la Thau
4 competències obligatòries:
- El desenvolupament econòmic
- L'adaptació de l'espai
- L'equilibri social de l'hàbitat
- La política de la ciutat

Ella igualment assegura...
- La gestió dels transports en commu amb la réseau TOTEM
- La col·lecta, distribució i tractament dels residus
- El sanejament, protecció i el desenvolupament del medi ambient
- La construcció, adaptació, manteniment i la gestió dels equips culturals i esportius d'interès comunitari.

## Activitats
Les activitats principals de la Thau Agglomération són:
- Port
- Cria de Mol·luscs
- Vinicultura
- Vins i espirituosos
- Termalisme (Termes)
- Turisme
- Altres...